# Kadiolo
Kadiolo is een gemeente (commune) in de regio Sikasso in Mali. De gemeente telt 52.000 inwoners (2009).
De gemeente bestaat uit de volgende plaatsen:
- Borogoba
- Fima
- Dogbélédougou
- Gninasso
- Kadiolo
- Kafono
- Kambo
- Kankonoma
- Kankourougou
- Karagouan
- Kotamani
- Lofigué
- Lofiné
- N'Golona
- Nakomo
- Nianfigolodougou
- Pourou
- Tiébizédougou
- Touban
- Ziékoundougou